# Heritage Cup (MLS)
L'Heritage Cup è un trofeo calcistico annualmente conteso dai San Jose Earthquakes e Seattle Sounders, le prime due franchigie della Major League Soccer ad aver assunto il nome dei loro rispettivi predecessori nella vecchia NASL. Da ciò deriva il nome della coppa.
La competizione non è tuttavia riservata solamente a Earthquakes e Sounders, bensì ad ogni club della MLS che porta avanti il nome del suo predecessore nella NASL: per questo motivo, anche Portland Timbers e Vancouver Whitecaps avrebbero il diritto di parteciparvi. Tuttavia, al momento del loro ingresso nella lega, entrambe hanno deciso di non farlo, mantenendo però aperta la possibilità di partecipare qualora anche altre squadre potenzialmente eleggibili per essa entrassero a far parte della MLS, così da poterla differenziare maggiormente dalla già esistente Cascadia Cup.

## Formula
Il trofeo viene assegnato alla squadra che ha ottenuto più punti negli scontri diretti durante la stagione regolare di MLS. In caso di pareggio nella serie, la coppa va alla squadra che ha segnato più reti negli scontri diretti stagionali e, in caso di ulteriore parità, a chi ha marcato il maggior numero di gol in trasferta. Qualora anche in questo caso vi sia una situazione di equilibrio, il trofeo viene vinto dalla squadra che avrà terminato in posizione più elevata la stagione regolare di Major League Soccer.
Nelle stagioni in cui le franchigie si affrontano in un numero dispari di occasioni, solamente gli ultimi due incontri vengono presi in considerazione ai fini dell'assegnazione della coppa.

## Vincitore per anno
| Anno | Vincitore            | Punteggio | Reti totali |
| ---- | -------------------- | --------- | ----------- |
| 2009 | San Jose Earthquakes | 3-3       | 5-2         |
| 2010 | Seattle Sounders     | 3-3       | 1-1         |
| 2011 | Seattle Sounders     | 4-1       | 4-3         |
| 2012 | San Jose Earthquakes | 6-0       | 4-1         |
| 2013 | Seattle Sounders     | 3-3       | 4-1         |
| 2014 | San Jose Earthquakes | 4-1       | 2-1         |
| 2015 | San Jose Earthquakes | 4-1       | 3-1         |
| 2016 | Seattle Sounders     | 4-1       | 3-1         |
| 2017 | Seattle Sounders     | 4-1       | 4-1         |
| 2018 | Seattle Sounders     | 6-0       | 3-1         |
| 2019 | Seattle Sounders     | 4-1       | 3-2         |
| 2020 | Seattle Sounders     | 4-1       | 4-1         |
| 2021 | Seattle Sounders     | 3-3       | 3-2         |

## Statistiche
Aggiornate al 29 settembre 2021.

### Incontri
|                        | Vittorie Earthquakes | Pareggi | Vittorie Sounders | Reti Earthquakes | Reti Sounders |
| ---------------------- | -------------------- | ------- | ----------------- | ---------------- | ------------- |
| NASL                   | 9                    | 5       | 10                | 36               | 40            |
| MLS                    | 11                   | 6       | 15                | 33               | 48            |
| MLS is Back Tournament | 0                    | 1       | 0                 | 0                | 0             |
| U.S. Open Cup          | 2                    | 1       | 2                 | 7                | 7             |
| Totale                 | 22                   | 13      | 27                | 76               | 95            |

### Titoli
| Squadra              | Campionati MLS | MLS Supporters' Shield | U.S. Open Cup | CONCACAF Champions' Cup | NASL | USL First Division | Totale |
| -------------------- | -------------- | ---------------------- | ------------- | ----------------------- | ---- | ------------------ | ------ |
| San Jose Earthquakes | 2              | 2                      | 0             | 0                       | 0    | 0                  | 4      |
| Seattle Sounders     | 2              | 1                      | 4             | 0                       | 0    | 4                  | 11     |